# السرب 118 (إسرائيل)
تشكل السرب 118 التابع للقوات الجوية الإسرائيلية، المعروف أيضاً باسم (فرسان الليل) (بالعبرية: טייסת דורסי הלילה) في 6 أغسطس 1970. وهو سرب مروحيات طراز سي إتش-53 (ياعسور) يتمركز في قاعدة تل نوف الجوية. في 26 يوليو 2010، تحطمت مروحية سي إتش-53 تابعة للسرب 118 خلال طلعة تدريبية من على علو شاهق فوق جبال كاربات، بالقرب من مدينة براشوف في رومانيا. ومات كل من كان على متن المروحية وهم: أربعة طيارين إسرائيليين وميكانيكيين إسرائيليين وضابط روماني واحد.